# Sai'ūn
Sai'ūn (auch Seiyun, Say'un, Sayun, Saiyun oder Sayoun geschrieben; arabisch سيئون, DMG Sayʾūn) ist eine Stadt im Gouvernement Hadramaut im östlichen Jemen. Sie hat 49.083 Einwohner (Zensus 2004).

## Lage und Verkehr
Sai'ūn liegt im Hadramaut-Tal, das von steilen Felswänden umrahmt wird, im Inneren des Landes. In dem Tal verläuft die Nationalstraße 5, die von Sanaa kommend nach Osten bis an die Grenze zum Nachbarland Oman führt. An der Nationalstraße 5 liegen auch die Nachbarstädte Schibam, 20 Kilometer weiter westlich gelegen, und Tarim, 30 Kilometer nordöstlich gelegen.
Der Flughafen Sai'ūn liegt nördlich der Stadt. Er verfügt über internationale Verbindungen, etwa zum Flughafen Kairo. Seine Bedeutung ist durch die komplizierte Lage in Sanaa und Aden während des Huthi-Konflikts gewachsen, durch die die internationalen Flughäfen dieser beiden Städte teilweise nicht angeflogen werden konnten.

## Architektur

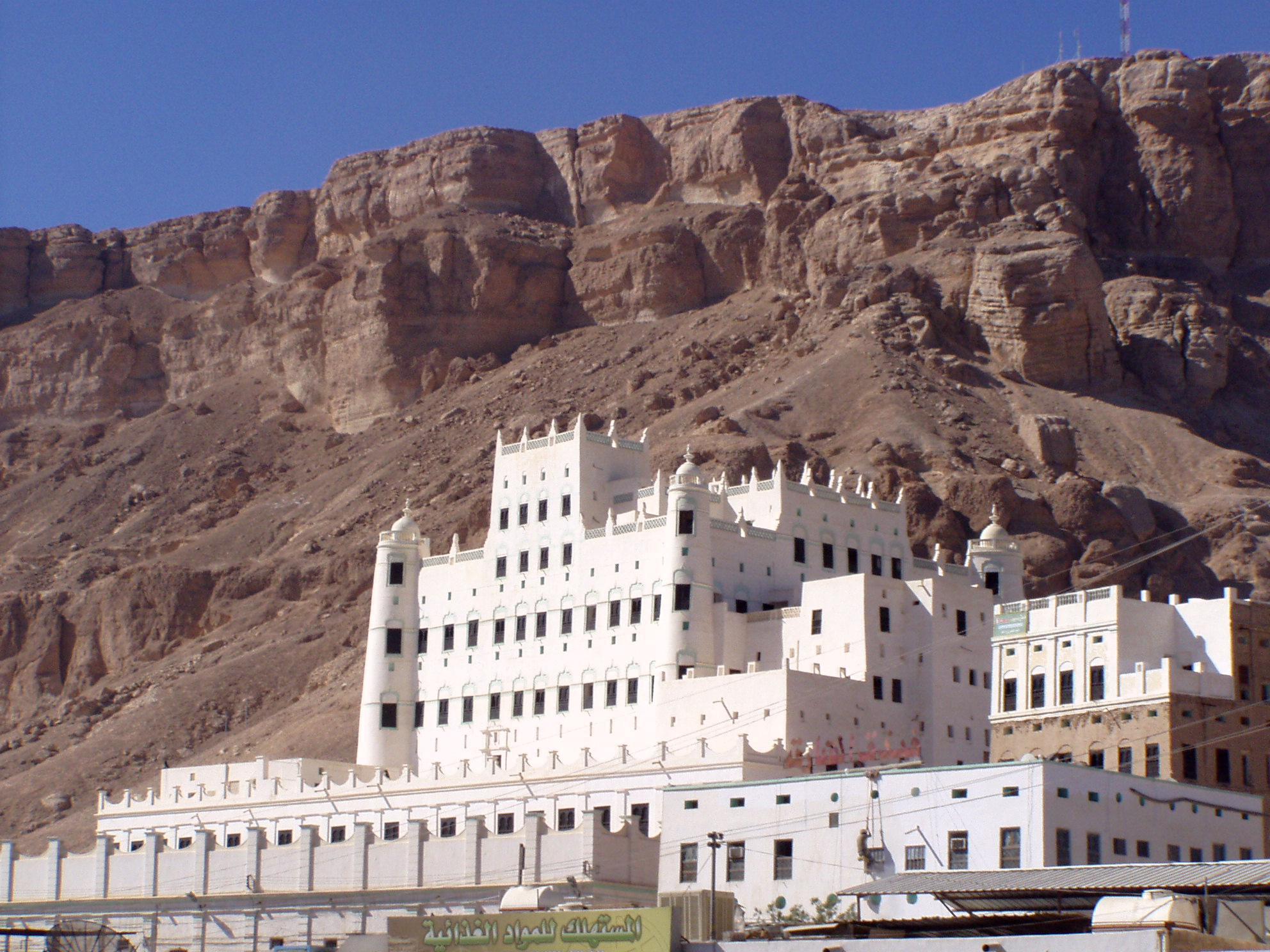
Der al-Kathiri-Palast in Sai'ūn

Sai'ūn ist eine der jemenitischen Städte mit traditioneller Lehmbauweise. Die Gebäude sind typischerweise ockerfarben oder weiß und niedriger als im benachbarten Schibam.
Der al-Kathiri-Palast (قصر سيئون) in Sai'ūn gilt als eines der größten aus Lehmziegeln gebauten Gebäude der Welt. Er war der Sitz des Sultans von Kathiri und wurde in den 1920er Jahren fertiggestellt und diente zuletzt als Museum. Da das Gebäude im Zuge der kriegerischen Auseinandersetzungen seit 2014 nicht sachgemäß gepflegt wird, verfällt es Stück für Stück. Durch Regen wird die Bausubstanz weiter beschädigt und es besteht die Gefahr, dass das Gebäude einfallen könnte. Der Palast wird seit 1998 auf der jemenitischen 1000-Rial-Banknote abgebildet.
Des Weiteren ist die Stadt bekannt für ihre schönen Moscheen und die Gräber der Sultane von Kathiri.

## Geschichte
In der Region um Sai'ūn leben schon seit langem Menschen, so wurden Grabsteine aus der Steinzeit und Statuen aus der Bronzezeit gefunden. Später war Sai'ūn ein wichtiges Zentrum an der Weihrauchstraße, auf der Weihrauch vom Jemen bis in den Mittelmeerraum transportiert wurde. Im dritten Jahrhundert n. Chr. war Hadramaut ein Verbündeter des Königreichs Saba, im vierten Jahrhundert Teil von Himyar. Nachdem die Äthiopier und die Sassaniden Einfluss auf das Gebiet hatten, erreichten im 7. Jahrhundert die Araber diesen Teil der Arabischen Halbinsel und es verbreitete sich die arabische Sprache sowie den Islam. Der Stamm der Kathiri eroberte die Region ab 1488 und es bildete sich das Sultanat Kathiri, dessen Hauptstadt zunächst Tarim war, später ab dem 15. Jahrhundert Sai'ūn. Die Briten fassten in den 1880er Jahren mit der Bildung des Protektorats Aden an der Küste Fuß und weiteten daraufhin ihren Einflussbereich stetig aus. Das Sultanat Kathiri kam im Jahr 1918 zum Protektorat, jedoch behielten die Sultanate im Inneren eine weitgehende Autonomie. Aus den britischen Besitzungen im Jemen entstand 1967 die Demokratische Volksrepublik Jemen.